# 1989년 2월
| 1989년: 1월 · 2월 · 3월 · 4월 · 5월 · 6월 · 7월 · 8월 · 9월 · 10월 · 11월 · 12월 |

| <          | 1989년 2월 | 1989년 2월 | 1989년 2월   | 1989년 2월 | 1989년 2월 | >          |
| 일         | 월         | 화         | 수           | 목         | 금         | 토         |
|            |            |            | 1 12.25 임진 | 2 26 계사  | 3 27 갑오  | 4 28 을미  |
| 5 29 병신  | 6 1.1 정유 | 7 2 무술   | 8 3 기해     | 9 4 경자   | 10 5 신축  | 11 6 임인  |
| 12 7 계묘  | 13 8 갑진  | 14 9 을사  | 15 10 병오   | 16 11 정미 | 17 12 무신 | 18 13 기유 |
| 19 14 경술 | 20 15 신해 | 21 16 임자 | 22 17 계축   | 23 18 갑인 | 24 19 을묘 | 25 20 병진 |
| 26 21 정사 | 27 22 무오 | 28 23 기미 |              |            |            |            |

| 편집하기 |